# Razgor
Razgor – wieś w Słowenii, w gminie Vojnik. W 2018 roku liczyła 163 mieszkańców.